# Neetzow-Liepen
Neetzow-Liepen is een Duitse gemeente in de deelstaat Mecklenburg-Voor-Pommeren. De gemeente ontstond op 1 januari 2014 uit de fusie tussen de gemeenten Neetzow en Liepen. De gemeente maakt deel uit van de Landkreis Vorpommern-Greifswald en wordt bestuurd door het Amt Anklam-Land. De gemeente heeft een oppervlakte van 43,18 km² en telt circa 900 inwoners.

## Geografie
De gemeente Neetzow-Liepen ligt in het oosten van Mecklenburg-Voor-Pommeren, ongeveer 23 kilometer ten zuiden van Greifswald en 18 km ten westen van Anklam. Neetzow-Liepen bestaat uit de volgende ortsteilen:
- Kagenow
- Klein Below
- Liepen
- Neetzow
- Padderow
- Preetzen
- Priemen
- Steinmocker

## Galerij

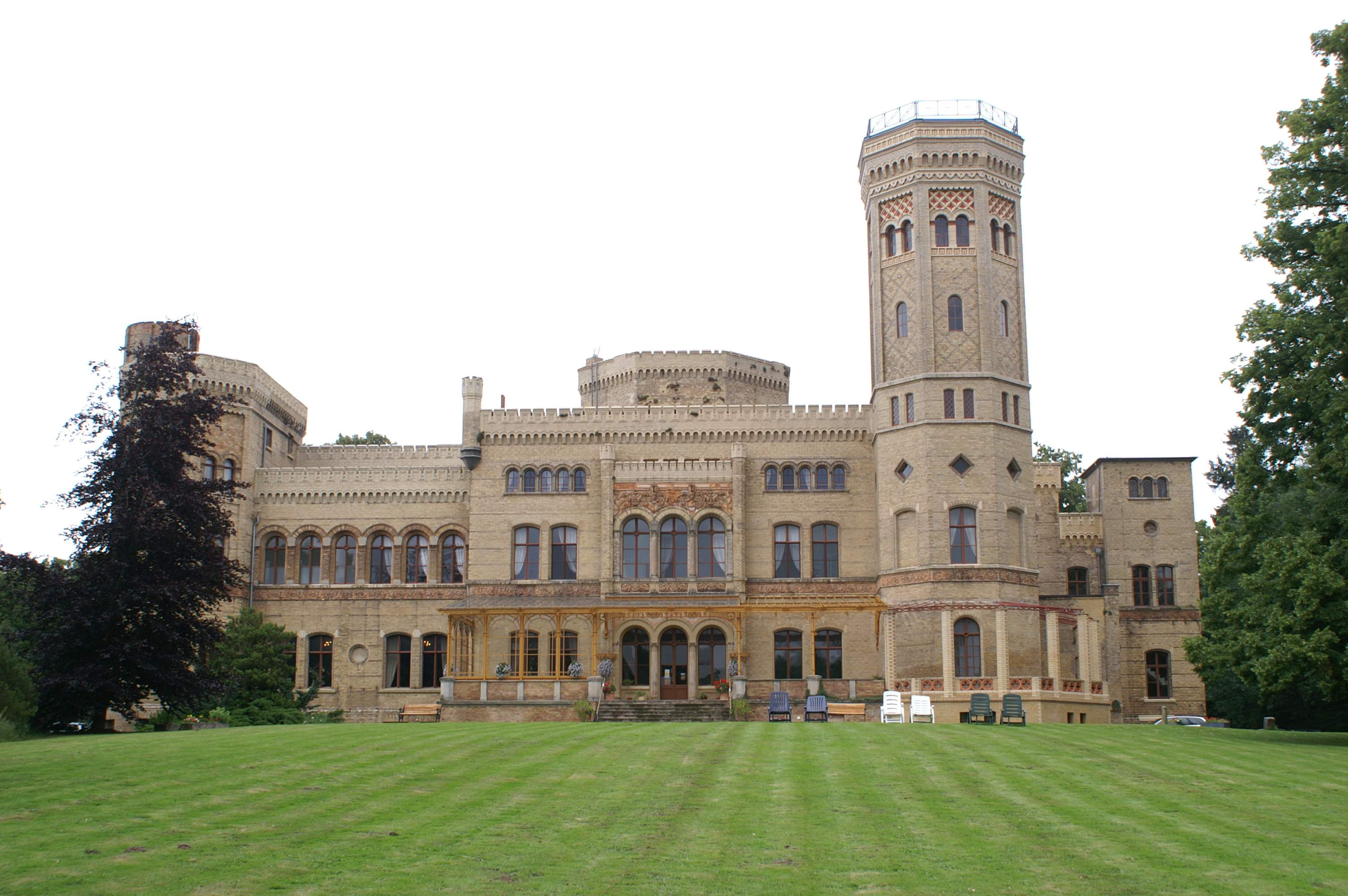
Kasteel Neetzow
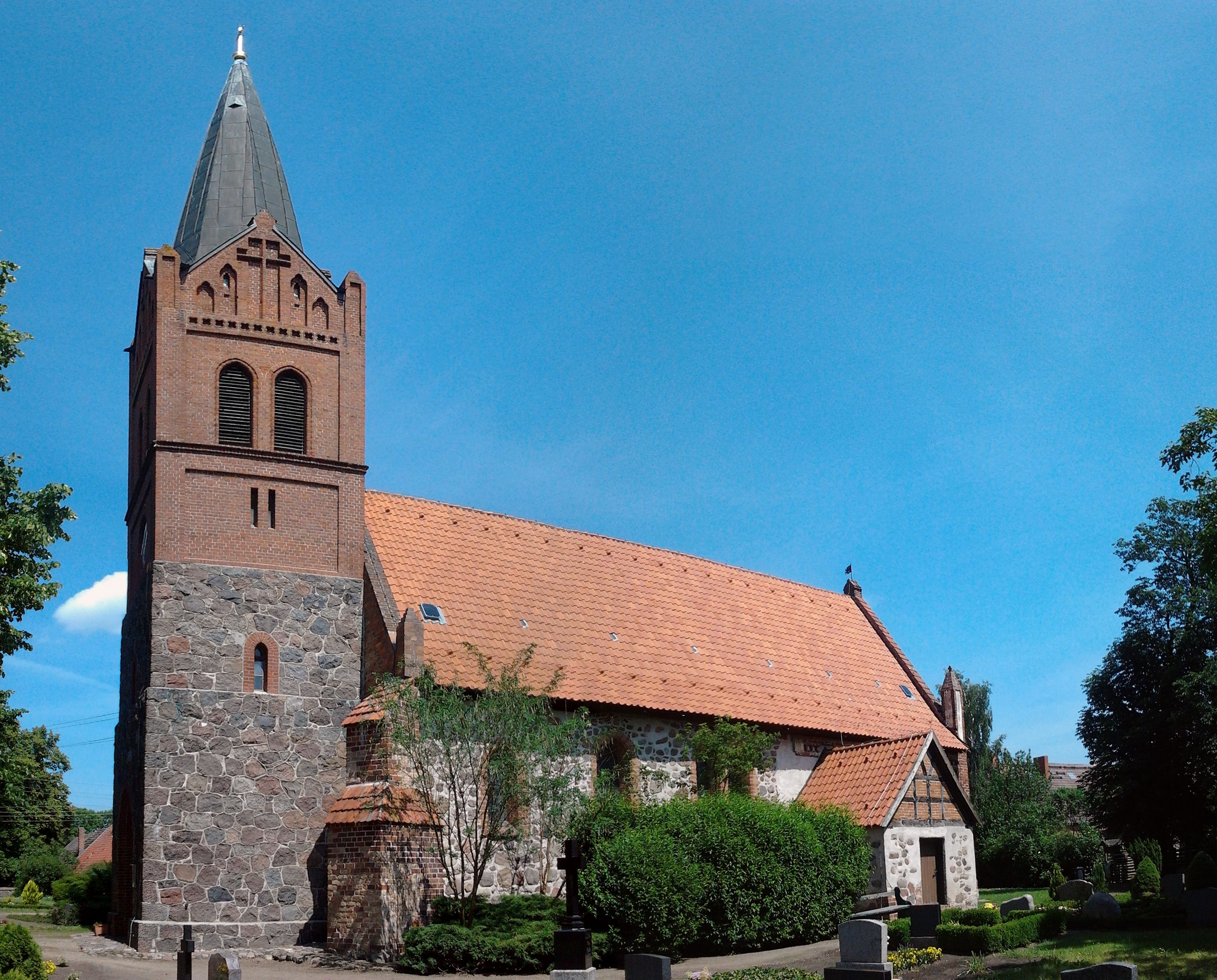
Kerk van Liepen

## Bron
- Mitteilungsblatt des Amtes Anklam-Land, Nr 04/2013